# Аксьонова Ірина Анатоліївна
Ірина Анатоліївна Аксьонова (рос. Ирина Анатольевна Аксёнова; нар. 24 вересня 1962) — радянська плавчиня, олімпійська медалістка.

## Виступи на Олімпіадах
| Олімпіада   | Дисципліна                            | Місце |
| ----------- | ------------------------------------- | ----- |
| Москва 1980 | плавання на 200 метрів вільним стилем | 8     |
| Москва 1980 | плавання на 400 метрів вільним стилем | 5     |
| Москва 1980 | плавання на 800 метрів вільним стилем | 4     |
| Москва 1980 | комплексна естафета 4 × 100           | 3     |